# Diez Mandamientos de la Ética Informática
Los Diez Mandamientos de la Ética Informática fueron creados en 1992 por el Instituto de Ética Informática con sede en Washington D. C.. Los mandamientos fueron introducidos en el artículo "En busca de los 'Diez Mandamientos' para la ética informática" de Ramón C. Barquín como un medio para crear "un conjunto de estándares para guiar e instruir a las personas en el uso ético de las computadoras".  Siguen el memorando sobre ética del Consejo Asesor de Internet de 1987. Los Diez Mandamientos de la Ética Informática copian el estilo arcaico de los Diez Mandamientos de la Biblia King James.
Los mandamientos han sido ampliamente citados en la literatura sobre ética informática, pero también han sido criticados tanto por la comunidad de hackers como por algunos académicos. Por ejemplo, el Dr. Ben Fairweather del "Centro de Informática y Responsabilidad Social" los ha descrito como "simplistas" y demasiado restrictivos.
ISC2, uno de los líderes de opinión en la industria de la seguridad de la información, se ha referido a los mandamientos al desarrollar sus propias reglas de ética.

## Los Diez Mandamientos de la Ética Informática
1. No utilizarás una computadora para dañar a otras personas.
2. No interferirás con el trabajo informático de otras personas.
3. No husmearás en los archivos informáticos de otras personas.
4. No usarás una computadora para robar.
5. No utilizarás una computadora para dar falso testimonio.
6. No copiarás ni utilizarás software propietario por el que no hayas pagado (sin permiso).
7. No utilizarás los recursos informáticos de otras personas sin autorización o compensación adecuada.
8. No te apropiarás de la producción intelectual de otras personas.
9. Deberás pensar en las consecuencias sociales del programa que estás escribiendo o del sistema que estás diseñando.
10. Siempre utilizarás una computadora de manera que asegures la consideración y el respeto por los demás humanos.[8]